# 磁気ストライプカード

典型的なクレジットカードの裏面の例（イラスト）: 丸1番（上の黒いライン）が磁気ストライプ。

磁気ストライプカード（じきストライプカード、英: magnetic stripe card）は、磁性体の帯があるカードで、その中の鉄をベースとした小さな磁性粒子の磁性を変化させることでデータを格納できるもの。

## 概要
磁気ストライプ（英語では magstripe とも）は読み取り機の磁気ヘッドに接触させ、スライドさせることで読み取ることができる。磁気ストライプカードはクレジットカードやIDカード、交通機関の切符などによく使われている。
カードの形態ではないが、日本国内では、預金通帳にも磁気ストライプが裏表紙ないしは表紙・裏表紙双方に貼付され、記帳処理などに用いられている。近年では、「Hi-Co」と呼ばれる、預金通帳向けに磁力低下対策を施したものを採用するケースも見られる。

## 歴史
プラスチック製のカードに磁気ストライプを付けるというアイデアは、1960年にIBMがアメリカ合衆国連邦政府のセキュリティシステムのために発明したものである。IBMの技術者 Forrest Parry が、プラスチックのカードに当時記憶媒体として主流だった磁気テープの断片を固定するというアイデアを思いついた。彼は様々な接着剤を試したが、どれもうまくいかず、悩んでいた。磁気テープは接着剤によって変形してしまったり、磁気特性が変化してしまい、使い物にならなかった。研究室で行き詰まった Parry は、自宅にある家庭用接着剤にうまくいくものがあるかもしれないと思い、磁気テープとプラスチックカードを持ち帰った。家に戻ると妻がアイロンをかけながらテレビを見ていた。彼女は夫の不満顔に気づき、どうしたのか尋ねた。彼は磁気テープをプラスチックカードにうまく接着させる方法が見つからないことを説明した。すると彼女は「アイロンを試させて」と言った。やってみると問題は解決した。アイロンの熱は磁気テープをカードに接着するのにちょうどよい温度だったのである。
磁気ストライプのアイデアを工業製品化するまでにはいくつかのステップを必要とした。
1. 磁気ストライプに記録する中身の国際標準化。情報の種類、フォーマット、使用する符号など。
2. 機器の実地試験と市場が受容できる規格の策定。
3. 磁気ストライプカードの大量生産設備の開発。
4. 磁気ストライプの書き込み装置や読み取り装置の機器への組み込み。

これらのステップは、1966年から1975年にかけて、IBMの Advanced Systems Division（カリフォルニア州ロスガトス）の Jerome Svigals が指揮した。

## 国際規格
国際標準化機構 (ISO) は磁気ストライプカードの国際規格として、ISO/IEC 7810、ISO/IEC 7811、ISO/IEC 7812、ISO/IEC 7813、ISO 8583、ISO/IEC 4909 という規格を策定しており、カードの物理形状、大きさ、硬さ、磁気ストライプの位置、磁気特性、データフォーマットなどを定めている。また金融関連のカードの規格として、各企業にカード番号範囲を割り当てる規格などもある。
多くの磁気ストライプカードでは、磁気ストライプはプラスチック的な薄膜に包まれている。カードの端から5.66mm（0.223インチ）離れた位置にあり、幅は9.52mm（0.375インチ）である。磁気ストライプには3つのトラックがあり、それぞれ2.79mm（0.110インチ）幅である。トラック1とトラック3は通常1mm当たり8.27ビット（1インチ当たり210ビット）の密度で記録し、トラック2は通常1mm当たり2.95ビット（1インチ当たり75ビット）の密度で記録する。各トラックには7ビットで符号化された英数字か5ビットで符号化された数字が格納される。トラック1の規格は国際航空運送協会 (IATA) 、トラック2の規格はアメリカの銀行業界団体（米国銀行協会、ABA）、トラック3の規格はアメリカの年金業界がそれぞれ策定した。なおトラック3は使用しない場合が多く、物理的にもトラック3をなくして磁気ストライプの幅を狭めていることが多い。
これらの仕様に準拠した磁気ストライプは、多くの販売時点情報管理 (POS) 機器で読み取ることができる（POS機器は実際には汎用のコンピュータである）。これらの規格を採用したカードとしては、ATMカード、デビットカード、クレジットカード（VISA、マスターカードなど）、ギフトカード、会員カード、運転免許証（アメリカ）などがあり、秘匿しなければならない情報を格納しなくて済む用途であればどんな用途でも利用されている。

## JIS規格
JIS X 6301:2005がISO/IEC7810:2003、6302:2005がISO/IEC7811:2003のコピーで規格が定められているが、銀行などに用いられている表面に磁気ストライプのついたカードの物理規格、論理規格が6302:2005の附属書で定義されている。

## 磁気ストライプの保磁力
磁気ストライプは主に、4000 Oe の高保磁力のものと 300 Oe の低保磁力のものが使われているが、中間の 2750 Oe のものも珍しくない。高保磁力の磁気ストライプは消磁されにくく、頻繁に読み取られる用途や長期間の使用が想定される場合に適している。低保磁力の磁気ストライプは書き込みの際にあまり磁気エネルギーを必要としないので、書き込み用の装置が高保磁力のものより安価である。カードリーダーはどちらの磁気ストライプでも読み取れ、高保磁力のカードライターは低保磁力のカードでも書き込める（通常、モードを切り替えるが、高保磁力モードでも低保磁力のカードに書き込めることもある）。低保磁力のカードライターは低保磁力のカードにしか書き込めない。
見た目で言えば、一般に低保磁力の磁気ストライプは明るい茶色で、高保磁力の磁気ストライプは黒に近い。ただし、中にはアメリカン・エキスプレスの透明なカードのように銀色のストライプになっているものもある。高保磁力の磁気ストライプは一般家庭にあるような大抵の磁石ではダメージを受けない。低保磁力の磁気ストライプは逆に比較的簡単にダメージを受ける。このため銀行の発行するカードは今ではほぼ間違いなく高保磁力の磁気ストライプを使っている。ただし、強力なネオジム磁石を近づけると、高保磁力のカードでも完全に消磁してしまう恐れがある。
磁気ストライプカードは磁性体を裏面に塗布した切符などの形状で、公共交通機関などでよく使われている。このような磁気ストライプは比較的安価に製造できるが耐久力は低く、長期の使用には適していない。

## 国際規格を採用していない例
ホテルのカードキー、交通機関のプリペイドカード、テレホンカードなどはISO規格を意図的に無視している（キプロスの電話カードなども同様）。これらは残高などが磁気ストライプに格納されており、リモートのデータベースでは管理されていない。

## 偽造検出技術
磁気ストライプの複製によるカード偽造が問題となっているが、これを検出する技術がある。磁気ストライプカード作成時に署名を書き込み、リーダーのヘッド部とファームウェアにより、その署名を読み取るようにした技術である。MagnePrint や BluPrint といった署名方式があり、ATMやPOSなどで利用可能である。

## 他のカード
より新しいカードとして、集積回路チップを搭載したICカードがある。ICカードによっては金属端子があり、リーダーと物理的に接続して読み取る。非接触型のカードとしてはRFID技術を利用したものなどがある。磁気ストライプと同時にRFIDタグ（近距離無線通信技術）を内蔵したカードもある。RFIDタグはトランスポンダやマイクロチップの一種であり、企業内の設備へのアクセス制御や電子マネー支払い手段に使われる。
キャッシュカードやクレジットカードでは、磁気ストライプとICを両方備えた「ハイブリッド型カード」がよく使われている。これは従来型のリーダーにも、新しいリーダーにも対応できるようにするためである。